# 紙房子
《紙房子》（西班牙語：La casa de papel）是一部西班牙搶劫犯罪影集。由艾力克斯·平納開創，影集最初打算分為兩部作為迷你影集，在西班牙電視台Antena 3於2017年5月2日至11月23日播出。同年底，Netflix取得了全球播映版權，並將西班牙電視台Antena 3 22集版本重新剪輯為較短的15集在全球上線，於2017年12月20日發佈第1部，並於2018年4月6日接著發佈第2部。2018年4月，Netflix續訂了16集，並大幅增加預算。2019年7月19日發佈第3部，共8集。2020年4月3日發佈第4部，共8集，關於製片人和演員的紀錄片《紙房子現象》也在同一天發佈。最终的第5部分成两部分，于2021年9月3日和12月3日发布。
第1季（第1－2部）講述在馬德里西班牙皇家造幣廠一場準備充分、歷時數天的搶案。搶匪打算劫持人質，印刷24億歐元後攜款潛逃。搶案有8名搶匪，代號以城市命名，並由賽吉歐·馬奇納「教授」（艾華路·莫迪飾）在場外指揮行動。故事主要集中在搶匪塞蓮娜·奧莉維拉「東京」（烏蘇拉·可貝蘿飾）身上，而他們要與銀行內的人質與外面的警方交戰。在第2季（第3－5部），存活的搶匪被迫離開藏身處，並在新成員的幫助之下策劃搶劫西班牙銀行。
影集在西班牙馬德里拍攝。第3部也有些特殊部分在巴拿馬、泰國和義大利佛罗伦萨拍攝。影集以實時的方式敘述，並依靠倒敘、跳時、隱藏角色動機和不可靠的敘事者來增加複雜性。影集從女性（東京）的角度敘述和她擁有強烈的西班牙人個性，當中她的情緒波動破壞了原本完美的做案計畫，顛覆了以往的搶劫劇類型。
本劇獲得廣泛好評，讚揚其劇情不落俗套、戲劇演出有人情味、執導方式和嘗試改革西班牙電視圈。意大利反法西斯歌曲《啊朋友再见》因為在本劇反覆出現而於2018年在歐洲成為熱門夏日歌曲。到2018年，本劇已成為Netflix上最多人觀看的非英語影集和有史以來最多人觀看的影集之一，並在南歐地區和拉丁世界有不小的收視率。

## 故事大綱
《紙房子》的劇情大概是一名身分成謎的「教授」招集了8名不同背景的罪犯，計畫打劫馬德里鑄幣廠。但他們的目標不在於廠內已印好的紙鈔，而是在預計11天的占領過程中，印製全新無法追蹤的24億歐元。8名實行者均以城市為代號名，彼此間不問過去，不問未來。但在長達五個月的受訓過程及佔領鑄幣廠的期間，這群烏合之眾逐漸產生感情上的化學變化。而耗費十數年編織了細密計畫的教授，卻忽略了感情這個最大的變因。罪犯、人質與警方，多方失控的狀況下，讓原本應該是不見血的理想犯罪成了充滿血腥的狂亂事件。

## 籌拍

### 概念與創作
影集是編劇艾力克斯·平納和導演耶穌·科爾梅納爾從2008年合作多年期間所構思的。在完成西班牙監獄劇《Locked Up (TV series)》後，他們離開Globomedia，並於2016年建立自己的公司溫哥華媒體。在他們第一部作品時有考慮拍攝一部喜劇或者為電視製作一齣搶劫故事，而後者從來沒有在西班牙電視圈上嘗試過。與前部《面对面》的同僚一起，他們以熱情計劃來開發《紙房子》，去嘗試不受外界干擾的新事物。畢納因覺得他過去作品中的注水已成為問題，所以堅持以迷你影集來製作。
在概念階段時最初名為《驅逐》（Los Desahuciados），影集旨在顛覆搶劫的慣例和將動作類型、驚悚和超現實主義的元素合在一起，同時依然保持可信度。畢納從典型的搶劫片看出角色塑造可以跨越相對更長敘事弧線的優勢。從多方面展示角色來打破觀眾對反派的偏見，並在看完整部劇後也能保持他們的興趣。計劃好的故事情節中重要方面在開始時就創作好了，而更好的故事節奏是逐步發展的，不會使作家難以承受。編劇哈維爾·戈麥斯·桑坦德（Javier Gómez Santander）將創作過程與教授的思想方式作比較：「四處走動，寫下選項，諮詢工程師，而你無法得知為何你會問他們」，但留意到虛構劇會使警察在必要時被寫得比較蠢。
拍攝被設置於2017年1月開始，這能讓後期製作有5個月。出於財政考慮，故事被分成兩部分。搶匪以城市命名作代號，而西班牙報紙《阿貝賽報》將其與昆汀·塔倫提諾1992年搶劫片《落水狗》中以顏色為代號作比較。代號在第1部隨機選擇，儘管在第3部中新綁匪的代號是考慮到有高收視率反響的地方。試播集劇本的前5句台詞花了一個月的時間來創作，因為編劇無法讓教授和莫斯科作為旁白。東京那不可靠的敘事者、倒敘和跳時來增加故事的複雜性，但也會讓它對觀眾來說更加順暢。試播集修改了50個版本，直到製片人感到滿意。以後的每集劇本將會每週完成來跟上拍攝進度。

### 選角
選角於2016年底開始，並持續了超過兩個月。在這個過程開始時，角色還沒完全賦予血肉，而主要根據演員的演出而成形。選角導演伊娃·萊拉（Eva Leira）和尤蘭達·塞拉諾（Yolanda Serrano）一直在尋找能夠以令人信服的愛情和家庭關係來扮演善解人意的搶匪。Antena 3於2017年3月宣佈群戲演員，並在余演节目《三年級》（Tercer Grado）和他們網站發佈了大部分出演演員的試鏡片段。
教授被設計為充滿個人魅力而又害羞的反派，他可以說服搶匪追隨他，並讓觀眾對搶匪對抗有权势的銀行感到同情。然而，事實證明教授的塑造非常困難，因為該角色沒有遵循原型的慣例以及製片人不確定他才華的程度。雖然製片人在很早就發現他身上明智的個性，但他們原來是想尋找像西班牙演員喬伊·科羅納多那樣50歲哈佛教授的類型。角色原定賈維爾·古迪利斯·阿爾瓦雷斯，但他已經答應主演電影《籃球冠軍》。同時，選角導演擁護艾華路·莫迪來飾演。他們在長期上演的西班牙肥皂劇《老桥的秘密》的合作上認識，儘管當時他黃金時段電視劇的經驗非常有限。透過完整的選角過程和透過外部分析而不是個人經驗來研究角色，莫迪稱教授是「一大盒驚喜」，「因為他從不停止產生不確定性而最終塑造出了這個角色」，這使觀眾不清楚角色的好壞。製片人還發現他擔任小學老師會讓角色更為可靠。
貝哲羅·阿朗素出演柏林。《加利西亞之聲》將其歸納為「冷酷無情、有催眠能力、有品味和令人不適的角色，有嚴重移情問題的根深蒂固大男子主義，鄙視他的同僚不如他的白領階級小偷」。演員對角色的詮釋是啟發自阿朗素在收到試鏡劇本前一天的巧遇，「一個聰明人」對他「挑釁甚至是操縱」。阿朗素看到柏林有很高的觀察能力，而且對他的周圍環境有不同尋常的理解，從而導致不同尋常和無法預計的性格舉止。柏林和平納電視劇《Locked Up (TV series)》中納瓦·尼姆利所飾角色祖萊瑪（Zulema）的相似之處並非故意。教授和柏林之間的家人關係並不在原始劇本中，但在莫迪和阿朗素重複提議這樣做後就在第1部結尾加入到角色的背景故事中。
製片人認為主角和旁白東京是最難塑造的角色，因為他們原本是找一位年長的女演員來扮演這位在見到教授之前沒有任何可失去的角色。烏蘇拉·可貝蘿最終將玩味的能量帶到台面而贏得角色，而因為影集中觀眾聽到的第一把聲音就是她的，所以她的聲音在選角中佔了很大影響。海梅·洛倫特在選角過程中塑造了丹佛具有標誌性的笑聲。兩位擔任角色的演員曾在艾力克斯·畢納過去的電視劇出演：帕可·托斯（莫斯科）曾主演2005年電視劇《巴克的朋友们》，而艾芭·弗洛雷斯（奈洛比）曾主演《面對面》。弗洛雷斯在沒有試鏡下出演奈洛比，因為平納在構思階段後期意識到影集需要另一位女團夥成員。在搶匪的對立面角色，伊齊爾·伊圖諾（Itziar Ituño）出演督察蕾凱兒·莫里歐，而伊圖諾稱其為「在男人世界中強而有力的女人，但還是對私生活感到敏感」。她取材自《沉默的羔羊》的角色克麗絲·史達琳，
是一位因混亂家庭生活而對罪犯表示同情的聯邦調查局學生。
在製片人聯繫演員回歸前，他們了解到影集是由Netflix續訂。2018年10月，Netflix宣佈第3部的角色，回歸的主角包括貝哲羅·阿朗素引起了他在第3部中角色作用的猜測。新出演的演員中有阿根廷演員羅德里戈·戴拉塞納，他認為他的角色名字與阿根廷足球傳奇可能之間有聯繫，以及《面對面》明星納瓦·尼姆利。巴西足球明星和影集粉絲在第3部客串出演一名僧侶，但是直到2019年8月底對他的司法指控遭撤銷前在沒有影響敘事的情況下從串流中被刪除。西班牙女演員貝蓮·奎斯塔在第3部中的兩集露面，而粉絲和媒體猜測她角色在第4部的作用。

### 設計

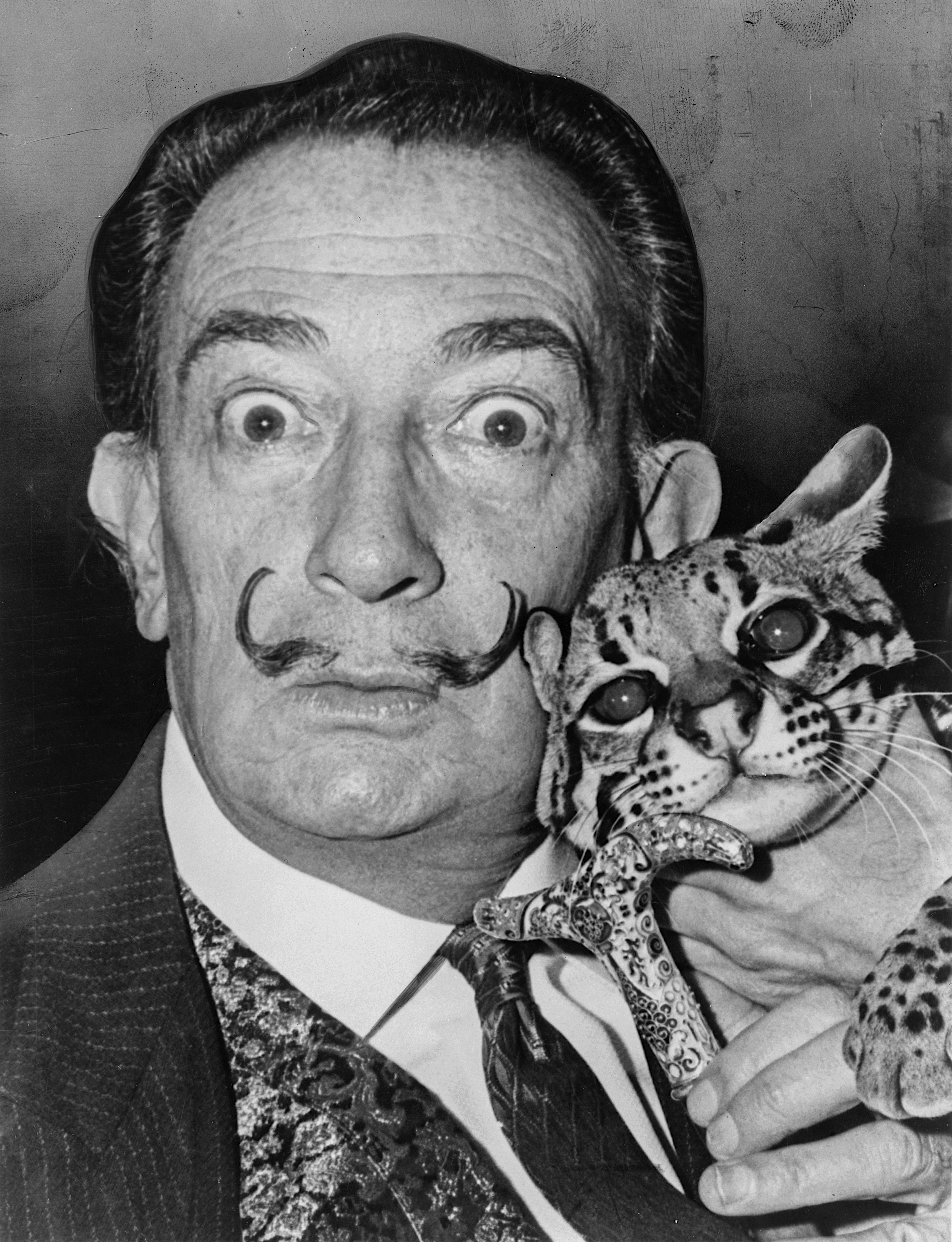
西班牙超現實主義畫家薩爾瓦多·達利被選為搶匪的面具形象。

影集的外觀和氛圍由開創人艾力克斯·畢納、導演耶穌·科爾梅納爾和攝影指導米格·阿莫多建設，《先鋒報》稱他們為「近年來最多產的電視三人組」。阿卜頓·阿爾卡尼茲（Abdón Alcañiz）擔任藝術指導。他們合作的作品通常用一個主要的顏色做基底，《紙房子》有「系列中明顯特點之一」的紅色，並主宰著灰色背景。藍、綠和黃在美術執導中是被禁止的顏色。為了達到「絕對的電影水準」，紅色調以不同類型的衣料、質感和燈光來試驗。搶匪象徵性的紅色連衫褲與《面對面》中黃色的監獄統一服裝很相似。義大利零售服裝公司迪賽為第3部修改了紅色連身褲使其更合身，並以影集為靈感推出了一個服裝系列。薩爾瓦多·達利被選為搶匪的面具設計，因為達利具有識別性的臉龐是西班牙的標誌性文化參照，而作為替代的面具設計則不被採納。這個選擇引起卡拉-達利基金會指責它沒有申請必須的許可。
為了讓劇情更為逼真，製片人請求並獲得國家警察和西班牙內務部的建議。搶匪印刷出的紙幣經過西班牙銀行的准許以及為了防偽措施而增加尺寸。Netflix為第3部投入更大資金支持，因此可以在全球5個基本拍攝場地建立超過50處佈景。在巴拿马准备一座偏僻又荒無人烟的島嶼來呈現搶匪的藏身之處是困難的，因為它需要清潔、鞏固和建地基，以及需要花數小時來進行材料運輸。真實的西班牙銀行因為安保問題所以不可參觀和拍攝，所以製片人透過想像來重構兩層高的銀行，並從弗朗西斯科·佛朗哥時期的西班牙建築中取材。銀行的主大廳佈景是用公開可用的資訊來使真實地點相似。其他的內部設計的靈感來自不同時期和人工時效來強調建築的歷史。內部中青銅和花崗岩鑄的雕像和圖案是從烈士谷重建所得，以及銀行中有超過50幅畫作來仿效馬德里文化中心。

### 拍攝

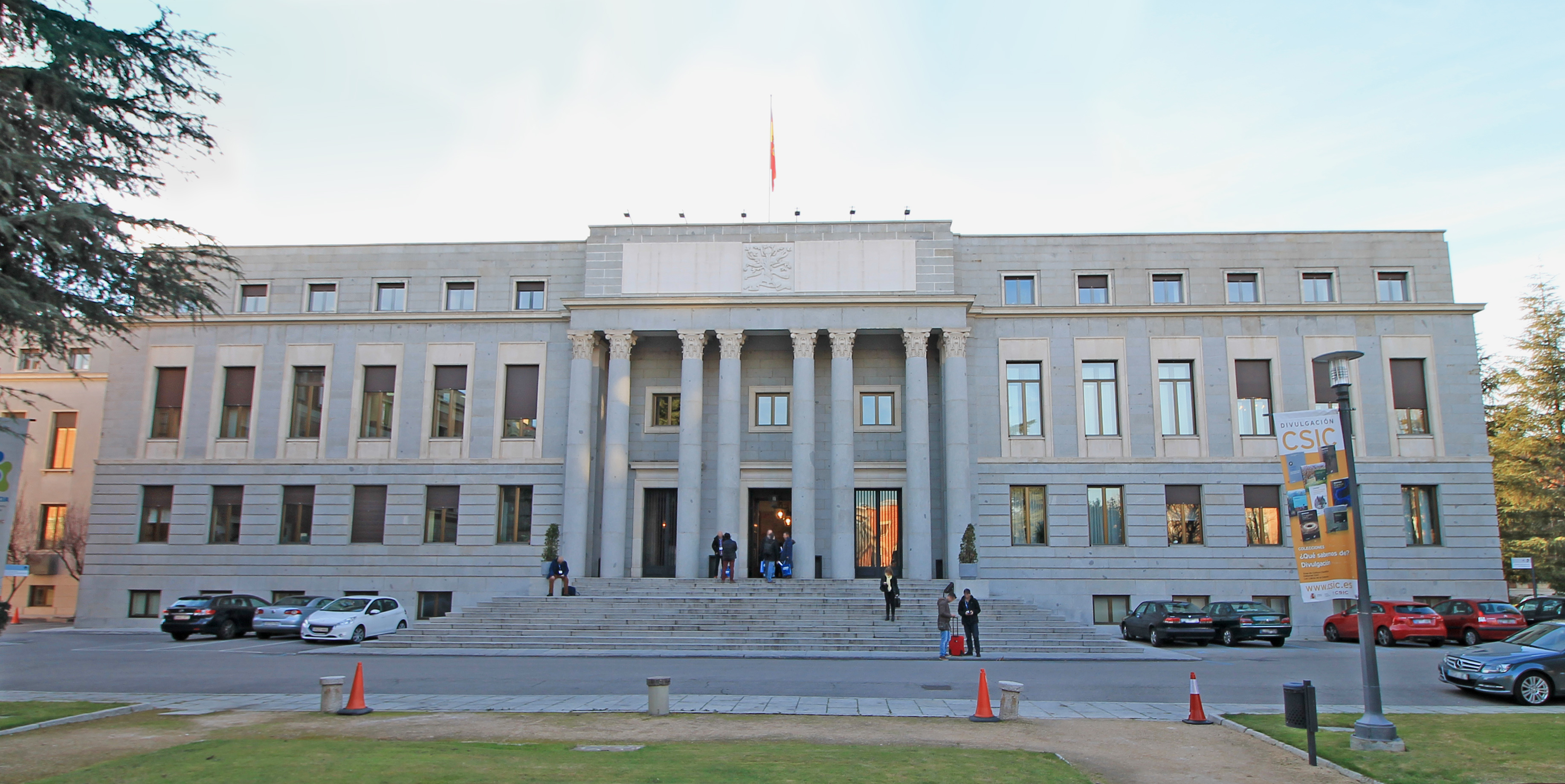
西班牙高等科学研究理事会总部是第1部和第2部的主要取景地

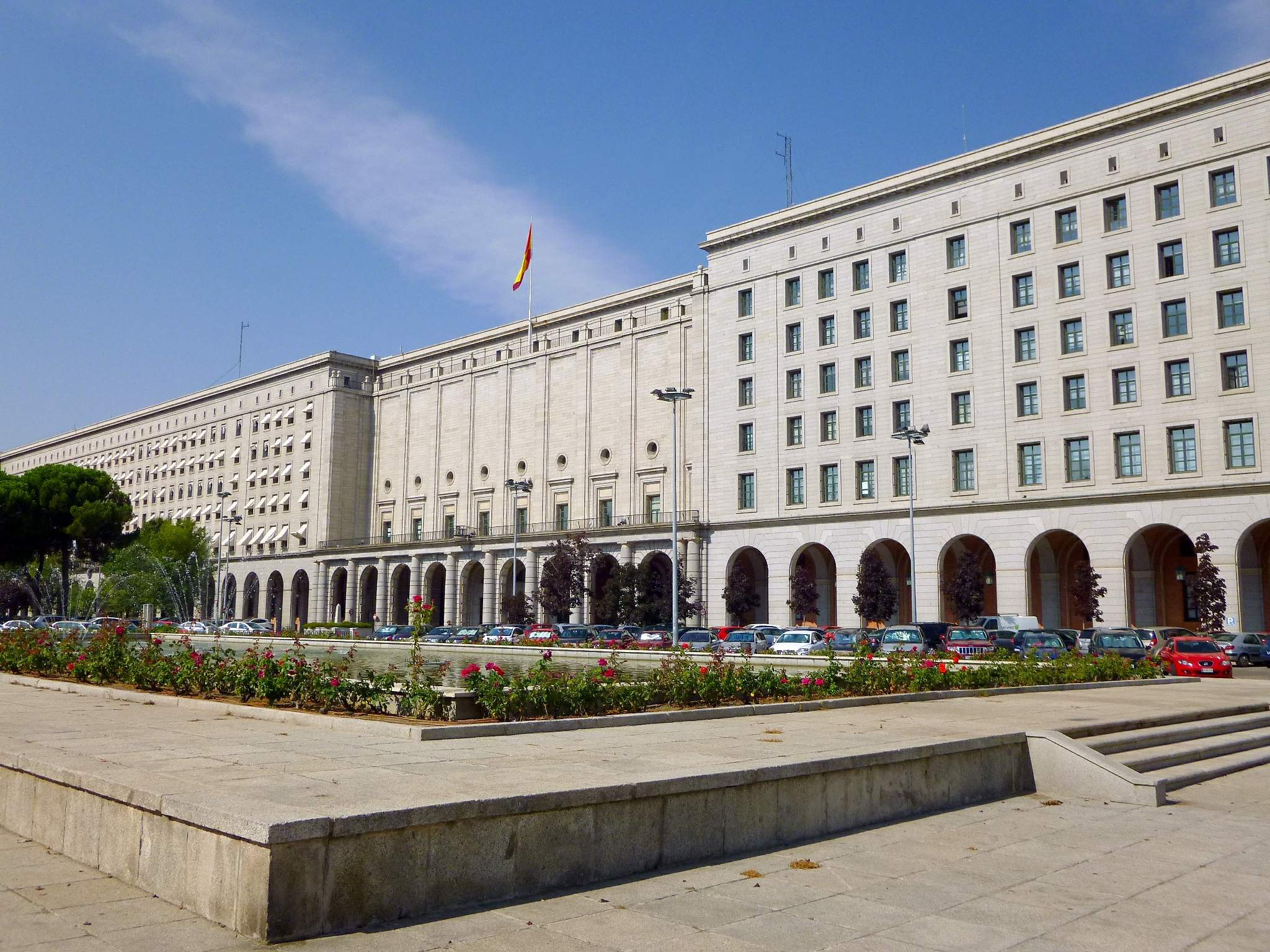
新部會大廈是第3部的主要取景地

第1部和第2部于2017年1月到8月在大马德里地区取景。试播集拍攝了26天，其他集数則约14天。为了缩减时间，制作分成两場，一場是拍摄教授和警察，另一場則拍摄劫匪。主要剧情线设在西班牙皇家造币厂，然而外景是在外观跟造币厂相似的西班牙高等科学研究理事会总部和马德里理工大学航空工程师高级技术学院（Higher Technical School of Aeronautical Engineers）楼顶拍摄。劫匪们商議策略的狩猎庄园于托雷洛多内斯的加斯科农场（Finca El Gasco）拍摄，内景在《面对面》之前在旧科尔梅纳尔曾用过的布景。西班牙国家日报《阿贝赛报》的印刷机一幕則拍攝于托雷洪-德阿尔多斯。由于节目设定为迷你剧集，第2部的制作完成后，所有布景都被拆卸。
第3部和第4部同样接連著一起拍摄，每集拍摄时长21到23天。Netflix于2018年10月25日宣布开拍，第4部的于2019年8月殺青。2018年，Netflix在马德里附近的特雷斯坎托斯为目前及全新的作品开设了他们在欧洲的首个节目制作中心，而主要的戏份转移到比第一部和第二部大三倍的片场拍摄。剧情主线设置在马德里西班牙银行，然而外景在新部會大廈發展綜合部取景。钞票從而天而降的场景在卡亚俄广场拍摄。劫匪们谋划抢劫方案的意大利修道院取景于卡拉斯卡尔德尔里奥的圣弗鲁托斯冬宫。教授和里斯本的房车场景取景于阿尔梅里亚荒芜人烟的拉斯萨利纳斯（Las Salinas）海滩，而为观众营造出角色们可以安全逃避警察的感觉，尽管他们的确切位置在最初没有公开。金库水下场景在英国松木制片厂取景。第3部开头也在泰国、巴拿马库纳雅拉岛和意大利佛罗伦萨取景，这有助于抵消前两部分當中的幽闭恐惧感，也是對故事全球性影响的一種表達。

### 音乐
主题曲《我的生活在繼續》（My Life Is Going On）是由《面对面》作曲家曼内尔·桑提斯特班（Manel Santisteban）創作。桑提斯特班联络了西班牙歌手塞西莉亚·克鲁（Cecilia Krull）來负责填词和演唱歌曲，歌词是关于一个人对自己的能力和未来充满信心。主题曲伴随著标题画面播放，标题画面包含影集中主要场景的纸模型。克鲁的主要灵感来源是來自该剧第一集的角色东京，当时教授为绝望中的她提供了摆脱困境的出路。为了在作词时感觉自然，克鲁用英文來創作歌词。
意大利反法西斯主义名曲《啊朋友再见》（Bella ciao）在剧中多次出现，並伴随着两个标志性的关键场景：一个是第1部结尾教授和柏林在准备盗窃时演唱，為对抗政府的自己打气，另一个是第2部搶匪逃出造币厂的時候，象征著自由。對於這首歌的使用，东京在旁白時敘述：“教授的生活只围绕着一个核心理念：抵抗。他的祖父是曾經抵抗意大利法西斯份子，並教他唱这首歌，然後他教我們”。这首歌是由编剧哈維爾·戈麥斯·桑坦德带到剧中的。桑坦德在家中正为找不到适合第1部中段的歌曲而一筹莫展時以这首歌來鼓励自己。他意识到这首歌的涵义和历史，认为它圍繞着正面的价值观。歌曲成了2018年歐洲夏季熱門歌曲，大部分是因为电视剧的成功，而不是这首歌的严肃主题。

## 集數
| 部數 | 季數 | 集数 | 集数 | 上線日期       | 上線日期       | 上線日期 |
| 部數 | 季數 | 集数 | 集数 | 首映           | 季终           | 电视网   |
| ---- | ---- | ---- | ---- | -------------- | -------------- | -------- |
| 1    | 1    | 9    | 9    | 2017年5月2日   | 2017年6月27日  | Antena 3 |
| 2    | 1    | 6    | 6    | 2017年10月16日 | 2017年11月23日 | Antena 3 |
| 3    | 2    | 8    | 8    | 2019年7月19日  | 2019年7月19日  | Netflix  |
| 4    | 2    | 8    | 8    | 2020年4月3日   | 2020年4月3日   | Netflix  |
| 5    | 2    | 10   | 5    | 2021年9月3日   | 2021年9月3日   | Netflix  |
| 5    | 2    | 10   | 5    | 2021年12月3日  | 2021年12月3日  | Netflix  |

### 第一季：第一部、第二部（2017年）
第1部一開場是一名叫「東京」的女性搶劫銀行失敗的後果：一名被稱為「教授」的男子使她免於被警察抓獲，並提議她參與一場很嚴重的搶劫。在簡要概述了計劃中的搶劫案後，故事跳到開始對馬德里西班牙皇家造幣廠一場持續多日的襲擊。8個搶匪都以城市作為代號：東京、莫斯科、柏林、奈洛比、里約、丹佛、赫爾辛基和奧斯陸。搶匪身穿紅色連身褲，戴著西班牙畫家薩爾瓦多·達利的面具，綁架了67名人質，作為他們打印24億歐元並通過自建逃生隧道攜款逃逸計劃的一部分。教授從外部帶領搶劫。整部影集的閃回講述了在托萊多郊外的荒廢狩獵莊園中長達5個月的準備過程。搶匪不能共享個人資訊，也不得建立個人關係，而襲擊不應發生流血事件。
在整個第1部和第2部，造幣廠裏的搶匪很難遵守預先設定的規則，並且面對不合作的人質、暴力事件、孤立和叛變。東京通過畫外音來評論事件。當丹佛與人質莫妮卡·格茲塔比德產生戀愛關係時，西班牙國家警察督察蕾凱兒·莫里歐在外面與教授談判，並開始與他分身「薩爾瓦」談戀愛。教授的身分屢次將近被揭露，直到蕾凱兒發現到他的真實身分，但在感情上卻無法將其移交給警察。在第2部結尾，劫匪經過128小時後帶著印製好的9億8400萬歐元成功從造幣廠逃脫，但代價是奧斯陸、莫斯科和柏林的生命。搶劫發生一年後，蕾凱兒解碼了教授留下的菲律賓巴拉望明信片，希望她能與他在那裏重聚。

### 第二季：第三部、第四部、第五部（2019-2021年）
第3部开始已是抢劫西班牙皇家造幣廠兩三年後，搶匪成對在不同的地方享受生活。然而，當歐洲刑警組織用接獲的電話來捕捉到里約時，教授採納了柏林過去突襲西班牙銀行的計劃，來強迫歐洲刑警組織移交里約而防止他遭受酷刑。他和蕾凱兒（代號為「里斯本」）讓包括莫妮卡（代號為「斯德哥爾摩」）的團伙重新回到一起，並招募三位新成員：波哥大、巴勒莫和馬賽，而由巴勒莫負責此次活動。倒敘講述了教授和柏林新搶劫案計劃的輪廓，以及他們對愛情的不同態度。搶匪偽裝潛入戒備森嚴的銀行，劫持人質並最終獲得黃金和國家機密。同一時候，教授和里斯本與搶匪和警察溝通時開著露營車，接著是救護車。銀行中的違法行為受到阻撓，迫使路易斯·塔馬尤上校和懷孕督察艾莉西亞·席耶拉帶領警察將里約釋放。
第4部开始，抢匪们为拯救内罗毕的性命四处奔走。东京策划了一场政变，从巴勒莫手中夺走指挥权的同时，教授和马赛推断里斯本一定还活着，正在银行外边的帐篷接受塞拉的审讯。两人去找玉代的助手安托尼亚萨斯帮忙，同时教授与警方同意休战48小时。就在一行人设法拯救内罗毕时，巴勒莫与西班牙银行保安组长甘迪亚的勾结，重新建立他的指挥。甘迪亚后来逃跑，在银行内的安全室与警方通信，与抢匪们展开一场暴力的猫捉老鼠游戏。巴勒莫获得信任，重新加入抢匪团伙。甘迪亚一枪爆了内罗毕的头，当场打死了她，后来再次被抢匪抓住。就在警方准备再度对银行发起攻坚时，教授公开了里约遭严刑拷打、里斯本被非法拘禁的画面。丑闻公开后，遭解雇的塞拉开始独自追捕教授。教授寻求外部帮助，准备带走被转送到最高法院的里斯本。结尾处，里斯本在银行内与同伙们会合，同时塞拉找到了教授的藏身之处，用枪指着他。
第5部上半部開始，艾莉西亞在找到教授後將其擊倒。隨著里斯本進入銀行後他們提取黃金，他們的優先事項發生了變化，該團伙準備迎接塔馬約派來的軍隊的進攻。里斯本得知教授被抓後，告訴幫派他們不會放棄。本傑明是教授的老朋友之一，幫助他在里斯本銀行找到了銀行，然後馬賽找到了教授，艾莉西亞也將他們擊倒。艾莉西亞在沒有教授幫助的情況下掙扎著接生，但她讓他們自由，他們幫助她接生了她的女嬰，艾莉西亞後來給她取名維多利亞。阿杜洛、總裁和其他人質發動叛亂，但斯德哥爾摩向阿杜洛開槍並被送往醫院。然後阿杜洛開始在她的腦海中浮現，因為她對射殺兒子的親生父親感到內疚。過去，柏林說服他的兒子拉斐爾幫助他與塔蒂亞娜、波哥大和馬賽一起偷走了 12 千克黃金，結果證明搶劫成功了。回到現在，該團伙開始與軍隊作戰，赫爾辛基在此過程中受傷。结尾处，以東京犧牲自己與她一起拿下甘迪亞。
來到下半部，教授和馬賽一起去找出走的艾莉西亞，艾莉西亞與教授化敵為友，共同對付警察這個共同敵人。兩人回到雨水池，發現同夥已經把金條運了過來。然而，警方很快就找到雨水池，逮捕了教授、艾莉西亞、本傑明和馬賽。四人逃出來後，發現金條不見蹤影。原來，塔蒂亞娜以前和柏林在一起，後來分手，改和拉斐爾在一起，盤算著私吞金條，埋了起來。巴勒莫和教授發現兩人的所作所為，但軍隊在這個時候趕到，將全部人抓獲。教授把寫給拉斐爾的字條交給艾莉西亞，說服她把金條拿出來，因為這是他們唯一的希望。教授開車去銀行，一進門就被塔馬約嘲笑，逐個審問他和團伙。丹佛首先接受審問，未透露任何內容，最終被護送進警方的帳篷。團伙向公眾表示金條已從銀行轉移出去，引發大眾恐慌，經濟崩潰，讓整個國家陷入破產的風險。此時，艾莉西亞找到金條的位置。銀行外，金條隨卡車抵達，但教授說這是鍍金黃銅。塔馬約下令手下槍殺整個盜竊團伙，還將尸體袋拖到銀行外面，讓帳篷裡的丹佛十分震驚。原來，盜竊小隊還活著，是教授讓塔馬約放手。黃銅“金條”的到來讓西班牙的經濟恢復。第二天，盜竊小隊在空軍基地團聚。隨著拉斐爾和塔蒂亞娜將吞掉的金條交出來，大家都拿到了新護照，兩個人也會分到一些金條。團隊離開空軍基地，西班牙銀行搶劫行動大獲成功。

## 主题和分析
该剧被誉为是搶劫類型的颠覆之作。有别于抢劫片一般从相对理性的男性以英格蘭為中心的焦点铺陈，影集用强烈的西班牙性格重構了抢劫故事，并以东京的女性视角讲述。制片人认为文化身份是影集的重要特征，因為它更容易让观众产生共鸣。他们也避免该剧迎合国际口味，让作品与一般的美国电视剧分开，提高国际社会对西班牙鑒賞力的认识。如友情和爱情的激情与冲动帶出的情感动力抵消了完美策略犯罪中不斷上升的緊張感。剧中幾乎所有主角，包括对人际关系麻木不仁的教授最终都屈服于爱情。由于这个原因，人们把该剧比作拉丁美洲电视小说剧。剧中类似《回到未来》的喜剧元素及黑色幽默场景也抵消了抢劫的紧张感。开场演职员表后直接开始讲抢劫，而不停留在一伙人如何结识的层面，也颠覆了抢劫片的模式。
故事设置在2007年–2008年環球金融危機之后，当时的危机使西班牙政府采取了严格的紧缩措施。影评人认为该剧公然反抗资本主义，其中《环球邮报》认为“因為這是關於為人民搶劫而具有顛覆性。這是对政府展开的报复”。《世界报》认为，教授在托莱多狩猎庄园授课一幕强调了人们应该寻求為易錯的資本主義制度制定自己的解決方案。影集中劫富济贫的罗宾汉式比喻也有各种各样的詮釋。《西班牙报》认为这个比喻使观众更容易把自己跟这部剧联系起来，因为现代社会已经厌倦了银行和政治，而《新政治家》指出富人的根基不再被偷，而是從根本性被削弱。另一方面，《时尚先生》的米雷亚·穆罗（Mireia Mullor）把罗宾汉式的比喻看作是劫匪们分散注意力的谋略，他们最初并没有打算用第一次抢劫得来的钱去改善普通人的生活品質。因此，穆罗无法理解第3部中劫匪们的大量追随者，尽管他们代表了一些忍受经济和政治不公义的人抒发不满的管道。
角色被设计成多维度、相辅相成的反派及反英雄，並有着不断变化的道德观。例如，柏林从喜欢虐待人质的劫匪，摇身变成剧中最受欢迎的角色。另外人质莫妮卡·格茲塔比德和警探蕾凱兒·莫里歐也是如此，他们最终也加入了搶匪的行列。《赫芬顿邮报》的冈萨维斯（Gonzálvez）认为观众或许认为劫匪最初犯罪是邪恶的，但随着剧情的发展，金融体制变成了真正的反派，並表明搶匪有道德和善解人意的正當理由從有權有勢的小偷那裡偷竊。在第3部扮演警探塞拉的纳瓦·尼姆里（Najwa Nimri）表示：“反派的复杂之处赋予了他人性。當您必須證明小人也有一顆心時，這就是每個人都感到震驚的地方。”她补充道我们身边的大量訊息和技术让我们得知“每个人都有阴暗面”。该剧让观众们去判断熟善熟恶，因为角色们在故事的各个方面都是“相互联系和不道德的”。平納认为正是这种改变观点的能力让该剧变得令人上瘾，從而塑造了它的成功。
随着电视剧中的女性主角数量相对上升，该剧賦予了女性角色与男性角色同等的关注度，英国广播公司认为这是西班牙电视剧的创新之举。尽管许多盗窃连续剧的诸多剧情线一樣是靠男性聯繫，女性角色越来越意识到性别相关的问题，例如第3部的莫妮卡认为女性跟男性一样，都可以做搶匪和好父母。影评人通过第2部中内罗毕和她的口头禅“母权制开始”，以及第3部中巴勒莫表示这是父权制时代，而进一步探讨剧中的女权主义和对大男子主义的驳斥。其中，CNET认为巴勒莫只是为了搞笑。然而《先锋报》否认剧中存在任何女权主义主张，指出烏蘇拉·可貝蘿（东京）在剧中衣着暴露。《时尚先生》批评第3部经常把角色之间的问题描绘成女人的错。艾芭·弗洛雷斯（内罗毕）在剧中没有任何内在的女权主义情节，因為女人只有在符合故事的時候才會控制，而艾絲特·阿賽沃（莫妮卡）认为剧中任何女权主义潜台词都不具备报复意味。

## 播出和发行

### 最初播出
第1部于2017年5月2日至6月27日每周三晚上10点40分在西班牙电视频道Antena 3免费播出。第2部于2017年10月16日至11月23日每周一晚上10点40分播出，原计划的18至21集被削减到15集。由于该剧是冲着西班牙黄金时段所創作，每集和传统的西班牙电视节目一样，长達70分钟。第1部前5集紧贴余演节目《三年級》播出。
尽管伊齊爾·伊圖諾于2016年3月不滿家乡巴斯克地區埃塔囚犯的住宿条件而引发了人们抵制该剧，然而该剧创下了自2015年4月以来西班牙语电视剧首播收视率新高，大约有400多万名观众收看，其中大多数是播放时段内观看，人数几乎是排在该剧之后的最高收视电视台或节目的两倍。影集的口碑不俗，第1部分前半部分一直是广告目标群体的领导人，然而收视率最终下滑到比Antena 3高层预期要低的数字。阿根廷报纸《民族报》将收视人数的下滑归咎于播放时段的变更、较晚的播出时间和两部之间的暑假空窗期。平納认为广告插播也是原因所在，认为这种做法打断了该剧原本幾乎是實時播放的的叙事流程，即便創作过程中已经顾及到插播。编剧哈维尔·戈麦斯·桑坦德於2019年认为在Antena 3播出该剧是“失败之举”，因为收视率下滑到“毫无亮点”，但也称赞Antena 3制作了一部不仰赖一般独立剧集模式的电视剧。

### Netflix收购
第1部于2017年7月1日在Netflix西班牙上線，像其他Antena 3母媒體公司Atresmedia。2017年12月，Netflix买下该剧的独家全球流媒體版权。Netflix将该剧重新剪辑成22集，每集大約50分钟。部分悬念和场景必须分開，移到其他集中，但由于剧情一直存在曲折，这招的效果没有预期般激烈。Netflix给该剧做了配音，並為了英語世界的分佈而將《La casa de papel》改为《Money Heist》，于2017年12月毫无预警上线了第1部。第2部在2018年4月6日上线。平納认为Antena 3和Netflix两个版本的观看体验非常不同，尽管影集的本质保持不变。
尽管Netflix没有专门的推广活动，该剧於2018年初在平台上线的四个月中，还是成为了观看人数最多的非英语电视剧，这让创作者感到意外。這促使Netflix隨後不久與平納簽全球獨家整體合約。Netflix欧洲原创内容总监迭戈·阿瓦洛斯（Diego Ávalos）指出该剧在各个不同資料组别中的观看量都很非同尋常。至于Antena 3和Netflix观看人数存在巨大差异，一般解释认为是影集观众改变了消费习惯，可能是在流媒體刷剧的習慣所導致。Antena 3的平納和索尼娅·马丁内斯后来都说，由于观众关注度很高，该剧从一开始就在不知不觉中遵循了形式。与此同时，西班牙人民在Netflix发现这部剧时，并不知道它原本在Antena 3播过。

### 续订
2017年10月，平纳表示第2部还很遥远，不过可能有意向做成外传的可能性，他的团队愿意以电影或Netflix续订的形式继续搶匪的故事。影集在流媒体平台大获成功后，Netflix联络平納和Atresmedia，商讨为原來獨立的剧情制作新章节。编剧退缩了两个多月才决定一个方向，在过程中制作新剧集中心思想的制作宝典。创作者之所以接受Netflix的协议，最重要一点是考虑到角色们仍然有话要说，有机会背离前两部精心策划的抢劫案。制片人堅定認為故事應該繼續设置在西班牙，並像要它成为续集，而不是直接延續，扩展角色之間的熟悉度和情感而不是之前的一群陌生人。里约被俘成為让团伙重聚的契机，因為他作為旁白男友代表着续集中必不可少的情感要素，因此不会“自杀”。
2018年4月18日，Netflix正式宣布剧集续订第3部，同时制片预算大大增加，《综艺》表示这代表第3部成为西班牙电视史上单集成本最贵的剧集。随着創作的不断推进，平納於2018年7月赞赏Netflix让剧集长度处在45到50分钟之间的决定，这样剧情会更加的浓缩，国际观众可以有更大的自由去消化每集的剧情。随着Netflix不断提升外语节目英文版本的质量和吸引力，约70%的美国观众会选择配音版而不是字幕版，Netflix于是为第3部聘请了全新的配音团队，相应为前两部重新配音。第3部的8集于2019年7月19日上线，其中前两集于前一天在西班牙影院有限放映。
2019年8月，Netflix宣布第3部上线首周有3400万个帐号观看，其中的2400万观看了全剧，因此如果不把语言考虑在内，该剧是有史以来Netflix最受欢迎的作品。Netflix估计到2019年中旬全球会有1.48亿名注册用户观看。2019年10月，Netflix将《纸房子》列入过去12个月观看次数最多的电视剧的第三位，并在法国、西班牙和意大利等多个欧洲市场的榜单中位列首位。Twitter将该剧列入2019年“全球最熱門電視劇”第4位。
先前未宣布的第4部8集内容的拍摄于2019年8月殺青。平納和编剧哈维尔·戈麦斯·桑坦德表示与打算移师Netflix后用高能剧情重新吸引观众的第3部不同，第4部的剧情将放慢脚步，并更多地推动角色。在另一个场合中，平納和执行制片人马丁内斯透露第4部分是“當中最令人痛苦難忘的（部）”，因为“这种巨大的压力必须在某个地方爆发”。阿尔芭·弗罗雷斯表示，编剧之前在第3部向粉丝做出了许多让步，但到了第4部会有違观众的意愿，並稱“喜欢内罗毕的人可能要受伤了” 。貝哲羅·阿朗素表示，第4部的焦点會放在拯救内罗毕的生命及大家相互支持來生存。第4部于2020年4月3日上线，關於该剧创作历程的纪录片《纸钞屋：全球热潮》（Money Heist: The Phenomenon）同步上线。

### 未来
2019年10月，西班牙报纸《阿贝赛报》和《先锋报》線上版版转贴了方程電視的消息，指Netflix已经续订了该剧的第五季，前期制作正在进行。2019年11月，《先锋报》转述导演耶穌·科爾梅納爾的说法“可以有第5部”，新部將会在温哥华传媒新作品《Sky Rojo》之后拍摄。科爾梅納爾及平納表示已与Netflix商討有外传的可能性。2019年12月，平納和馬丁內斯·洛巴托（Martínez Lobato）考虑到保密协议，没有提到第5部的可能性，只是说“有人知道会有（第五部），但我们还不清楚”。第3部上线两天后，西班牙网站馬卡确认该剧已经续订两部。
2020年7月31日，Netflix公布該劇的第五季將正式開拍。最新的一季將在丹麥、西班牙、葡萄牙等地取景，該季也將為本劇的最終季。2021年5月，該季已經進入最終製作環節。

## 反響

### 公众反响

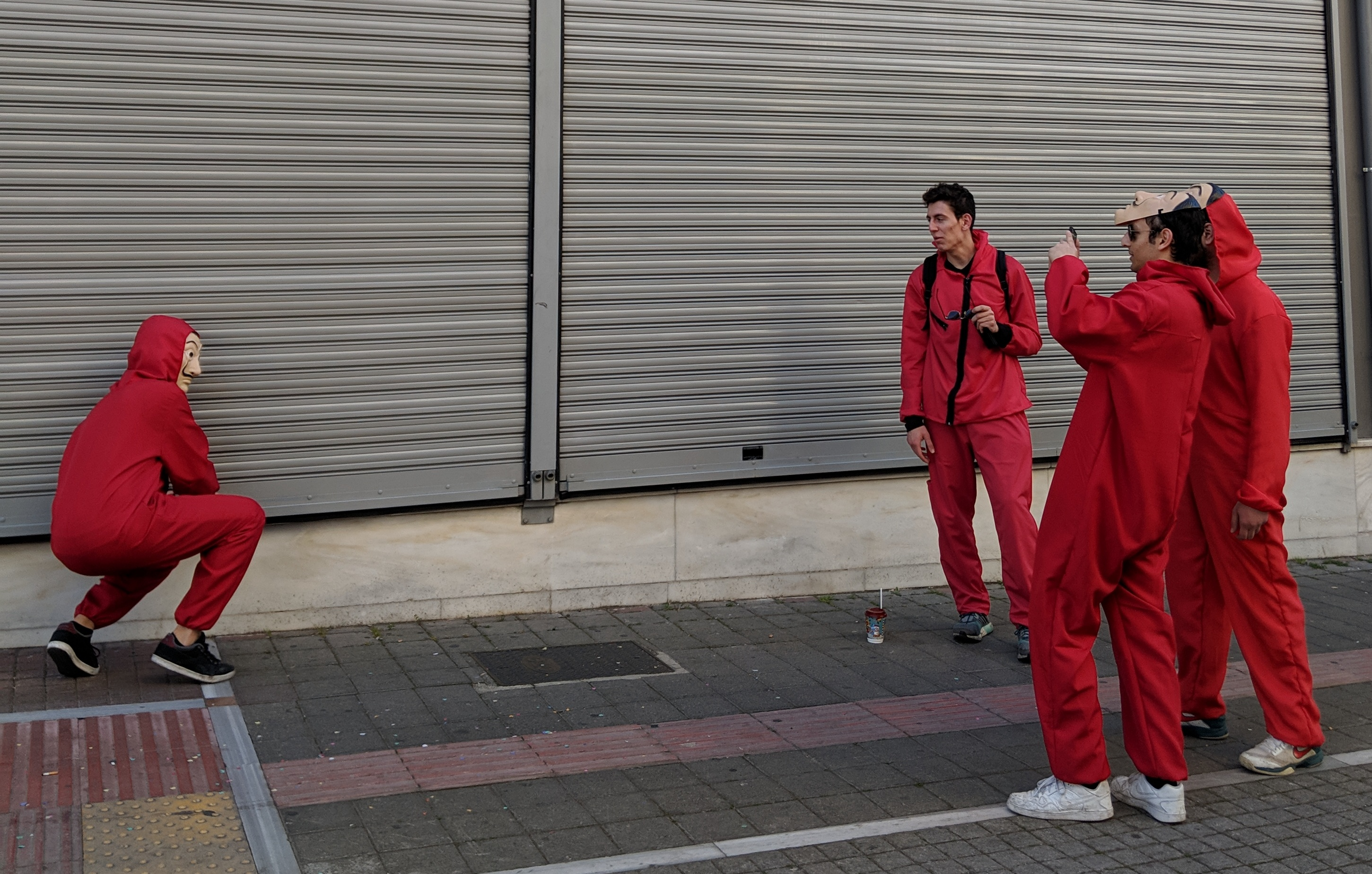
2019年在希臘帕特雷的Cosplay

移師至Netflix後，影集連續六週是Netflix最多追隨的影集，以及成為IMDb最受歡迎的影集。它經常在全球推特上傳开，大部分原因是許多明星提起它，例如足球運動員和、美國歌手羅密歐·山托士和作家。用戶穿著搶匪裝束的影像充斥在社交網站，里約狂歡節上有人穿著搶匪的服裝，而沙特阿拉伯足球體育場上有印著達利圖像的巨大橫額。這些事情的真實鏡頭有在第3部出現，來致意影集的國際成功。巴黎格雷萬蠟像館於2018年夏季增添了搶匪的雕像。影集的肖像被第三方廣泛用作廣告、短講和色情作品。
影集的影響也帶出負面反應。在許多事件中，一些真實的搶匪在搶劫過程中身穿紅色裝束和達利面具，並模仿了虛構劇中搶匪的臥底計劃。這導致2019年利馬索狂歡節出於安全措施禁止搶匪的裝束。影集也被用來駭進YouTube，刪去平台歷史上最多播放的歌曲《慢慢來》，並留下影集的圖像。在不相關的報導中，土耳其國家電視台AkitTV的記者和安卡蘭政客警告不要看該劇，因為它涉嫌鼓勵恐怖主義和「叛亂的危險象徵」。
西班牙報紙《世界報》看到公眾反應是「全球觉醒情形」的反映，而搶匪代表了「完美的反英雄」，而《新政治家》解釋影集能引起全球觀眾的共鳴是來自於「它所描繪的社會和經濟緊張局勢，以及因為它所提供的烏托邦式逃避」。觀眾的反應在南歐和拉丁世界特別熱烈，尤其是西班牙、義大利、法國、葡萄牙、巴西、智利和阿根廷，所以西班牙語作為通用語言似乎不是影集成功的整合原因。編劇哈維爾·戈麥斯·桑坦德和演員貝哲羅·阿朗素稍微爭論拉丁世界曾感覺自己在全球範圍處於重要地位，然而一種新的看法正在傳來：西班牙可在媒體製作水平上與全球參與者競爭，並讓世界其他的地方發出聲音。

### 专业评价
影集從Antena 3開播時就獲得西班牙媒體好評。《機密報》的奈恩·科斯塔斯（Nayín Costas）將首映譽為一個有前途的開始，並以「令人興奮、適當的幽默感和強烈張力」吸引了觀眾，但是要在影集剩餘部分要保持這樣戲劇化的張力是一個挑戰。《國家報》的納塔利婭·馬可斯（Natalia Marcos）認為試播集不必要的畫外音以及缺少音效剪輯和對白，但享受影集的群戲和雄心，說：「它吸引人、毫不隱瞞和具娛樂性，至少開始是這樣的。現在我們想要更多，而且並不小。」在回顧完整第1部時，馬可斯稱讚影集傑出的執導方式、音樂上的選擇和嘗試改革西班牙電視圈，但批評長度和逐漸減少的張力。在影集最初播出的結尾時，科斯塔斯認為影集以「高水準收官」讓結尾成為「西班牙播出期最棒的片段之一」，但是惋惜它為了滿足觀眾採用了意料之中的開心結局，而不是冒著風險「做些不同、原創、雄心勃勃的事情」，以及未能跟上平納《面對面》的腳步。
在移師到Netflix在國際發行後，以色列《國土報》的阿德里安·亨尼根（Adrian Hennigan）說這部影集「由於它製作精巧的劇情、迷人的角色、令人緊張的閃電、活躍的配樂和偶爾的幽默時刻讓它比起肥皂拉丁美洲電視劇，更像一部曲折的驚悚劇」，但是嘲笑英文片名《Money Heist》枯燥乏味。在一些差評當中，英國雜誌《新政治家》的寶琳·博克（Pauline Bock）疑惑影集全球的大肆宣傳，說它「滿是劇情漏洞，陳腔濫調的慢動作，老掉牙的愛情故事和不必要的性場面」，並在之前補充道「妄自尊大的音樂、惱人的畫外音和很糟的編輯」。《環球郵報》的約翰·杜爾尼讚賞第1部和第2部搶劫類型的顛覆，他還說可能像拉丁美洲電視劇「令人震驚的轉折和許多熱情」般「有時具有可口地戲劇性」。英國廣播公司的珍妮佛·凱欣·阿姆斯隆格（Jennifer Keishin Armstrong）看到這部劇透過這場搶劫之間「漂亮的搶匪、他們漂亮的人質和嘗試與他們談判漂亮的當局」帶出人際劇中真正的吸引力。《時代週報》的大衛·赫根迪克（David Hugendick）認為劇集「有時有點感情用事、有點動畫化」以及劇中有時太像拉丁美洲肥皂劇，但是「一切時機和出人意料的情況都很好」。
汇总媒体烂番茄收集對第3部的12篇專業影評文章中，「新鮮度」為100%，平均得分7分（滿分10分）。网站的共識評價爲“用非线性的方式架構了一个大胆的计划将《纸房子》重新把重心放在深受喜欢的角色间的关系讓第3部繼續发展”。《西班牙报》的贾维尔·佐罗（Javier Zurro）在称赞科技成果的同时，形容第3部是“一流的娱乐作品”，但无法超越其原劇，缺乏创新。他并没有被角色间的内心戏打动，特别不喜欢东京空洞的旁白。西班牙报纸《阿贝赛报》认为第3部在重塑剧集和保持新鲜感方面的尝试大致取得了成功。《卫报》的恩·弗格森（En Ferguson）推荐大家观看第3部，认为“它仍是高配版的《浴血黑帮》，即便配合塔帕斯和字幕观赏”。而《先锋报》的佩雷·索拉·金菲勒（Pere Solà Gimferrer）认为第3部剧情上的漏洞只有通过持续不断的怀疑才可以忍受。秘鲁报纸《贸易报》的阿方索·里瓦德尼拉·加西亚（Alfonso Rivadeneyra García）表示虽然自己很开心，但这部作品“做的最好的是：假装自己是班上最聪明的男孩，但事实上不过是最活跃的而已”。

## 海外翻拍
2020年11月，Netflix宣布將製作該劇的韓國改編版。這部由12部分組成的作品將由BH娛樂和Contents Zium合作，由金弘善執導。

## 註解
1. 1 2  部分文章將「部」稱為「季」[119][11]。
2. ↑  《面對面》和《紙房子》的編劇為艾力克斯·畢納、以斯帖·馬丁內斯·洛巴托、巴勃·羅和埃絲特·莫拉萊斯，而導演則為耶穌·科爾梅納爾和亞歷克斯·羅德里戈。

## 外部連結
- 在Netflix上觀看《紙房子》
- 互联网电影数据库（IMDb）上《紙房子》的资料（英文）
- 爛番茄上《紙房子》的資料（英文）
- 豆瓣电影上《紙房子》的資料 （简体中文）